# Троїцька церква (Київ, Замкова гора)
Троїцька це́рква — православний кладовищенський храм Флорівського жіночого монастиря у Києві. Стояла на вершині Замкової гори, де розташовувався монастирський цвинтар. Збудована в 1854—1857 роках і розібрана в 1938 році.

## Історія
У 1834 році Флорівський жіночий монастир придбав у міста 3606 квадратних сажнів землі на Замковій горі для влаштування тут монастирського цвинтаря, на якому з 1840-х років ховали черниць, а у 1860-х роках почали ховати біле духовенство і мирян — мешканців Подолу та Гончарів-Кожум'яків.
У 1854 році київський єпархіальний архітектор Павло Спарро розробив проєкт кладовищенської церкви, який був «височайше затверджений» 7 квітня 1855 року. Того ж року коштом монастиря почалося зведення церкви, за будівельні роботи відповідав київський купець 3-ї гільдії Стефан Фадєєв. Завершили будівництво, загальна вартість якого склала 30 тис. рублів сріблом, у 1857 році, освятив церкву Святої Трійці митрополит Філарет.
Троїцьку церкву оточували могили Флорівського цвинтаря. З північного боку церкви поховали ігуменю Агнію — ініціаторку будівництва церкви. З південного боку стояв на чавунному п'єдесталі у вигляді гори 11-аршинний чавунний хрест із написом «Василій Іванович Хом'яков». Під хрестом насправді не було могили, він був встановлений за заповітом В. Хом'якова, парафіянина і благодійника Флорівського монастиря, з метою привернути увагу мирян до цієї обителі. Сам Хом'яков, який помер у 1871 році, був похований біля південного боку монастирської церкви Казанської ікони Божої Матері.
У 1858—1589 роках до Троїцької церкви проклали в'їзний шлях від монастиря на гору, яка за найменуванням монастиря отримала нову назву Флорівська (Фролівська).
У 1900 році храм відремонтували та наново визолотили бані, у 1908 році відновили стіни та пофарбували покрівлю.
За радянської влади, у 1920-х роках цвинтар на Замковій горі закрили, з 1923 року Троїцька церква не використовувалася за призначенням, тому 13 липня 1927 року президія Київського окрвиконкому постановила її закрити. Втім, храм продовжував існувати до 1936 року, коли ухвалили Генеральний план Києва, за яким, зокрема, на Замковій горі та горі Дитинка передбачалося облаштування парку площею 30,7 га. Хоча ці задуми так і не були реалізовані, у 1938 році Троїцьку церкву розібрали. На місці колишнього цвинтаря у 1943 році облаштували військову частину, яка обслуговувала так звану «глушилку» — радіостанцію, що глушила трансляцію зарубіжних радіостанцій. Вона діяла до листопада 1988 року. Після розпаду СРСР військові споруди на Замковій горі розібрали.
Від Троїцької церкви збереглися фундаменти та частина стіни, від некрополя біля неї — кілька поодиноких поховань.

## Опис
Це була невелика мурована споруда, хрестоподібна у плані, із двома цибулястими банями, одна з яких увінчувала основний об'єм, друга, значно менша за розміром, — дзвіничку над притвором. В архітектурному плані Троїцька церква була зведена у стилі російських церков XVII століття і була цікавим зразком переходу від архітектури класицизму до псевдоросійського стилю. Висота та довжина церкви становили по 31,5 аршини, ширина — 21,5 аршин. Головна баня розміщувалася на гранчастому барабані із півциркульними віконними прорізами, що стояв на двох восьмериках. Дзвіниця, зведена над притвором, належала до новгородського типу: прямокутна у плані, дзвонові отвори були виконані у вигляді трифорію, вкривав дзвіницю чотирисхилий дах, увінчаний банькою на трьох маленьких восьмериках. Дзвіниця мала 6 дзвонів, 4 з яких були відлиті у 1854 році, найбільший дзвін важив близько 46 пудів 16 фунтів. Обидві бані були вкриті позолоченим залізом та увінчані позолоченими хрестами на півмісяцях.
Головний вівтар церкви був освячений на честь Святої Трійці, у правій частині церкви також був бічний вівтар на честь ікони Божої Матері Охтирської.
Завдяки своєму розташуванню на вершині Замкової гори Троїцька церква була архітектурною домінантою навколишньої місцевості та відігравала важливу роль у формуванні ландшафту Замкової гори.

## Галерея

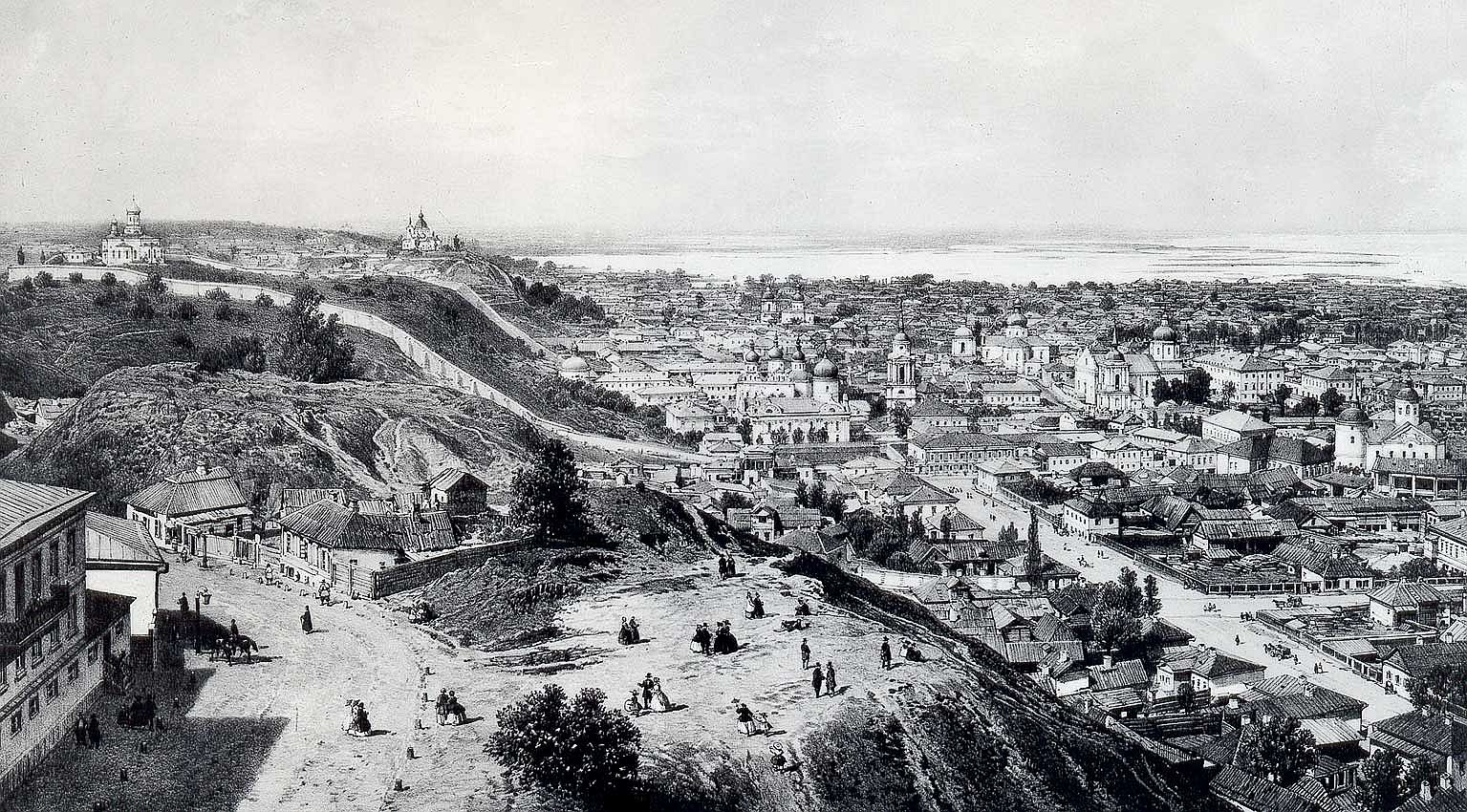
Панорама Подолу в 1862 році. Зліва на горі видно Троїцьку церкву
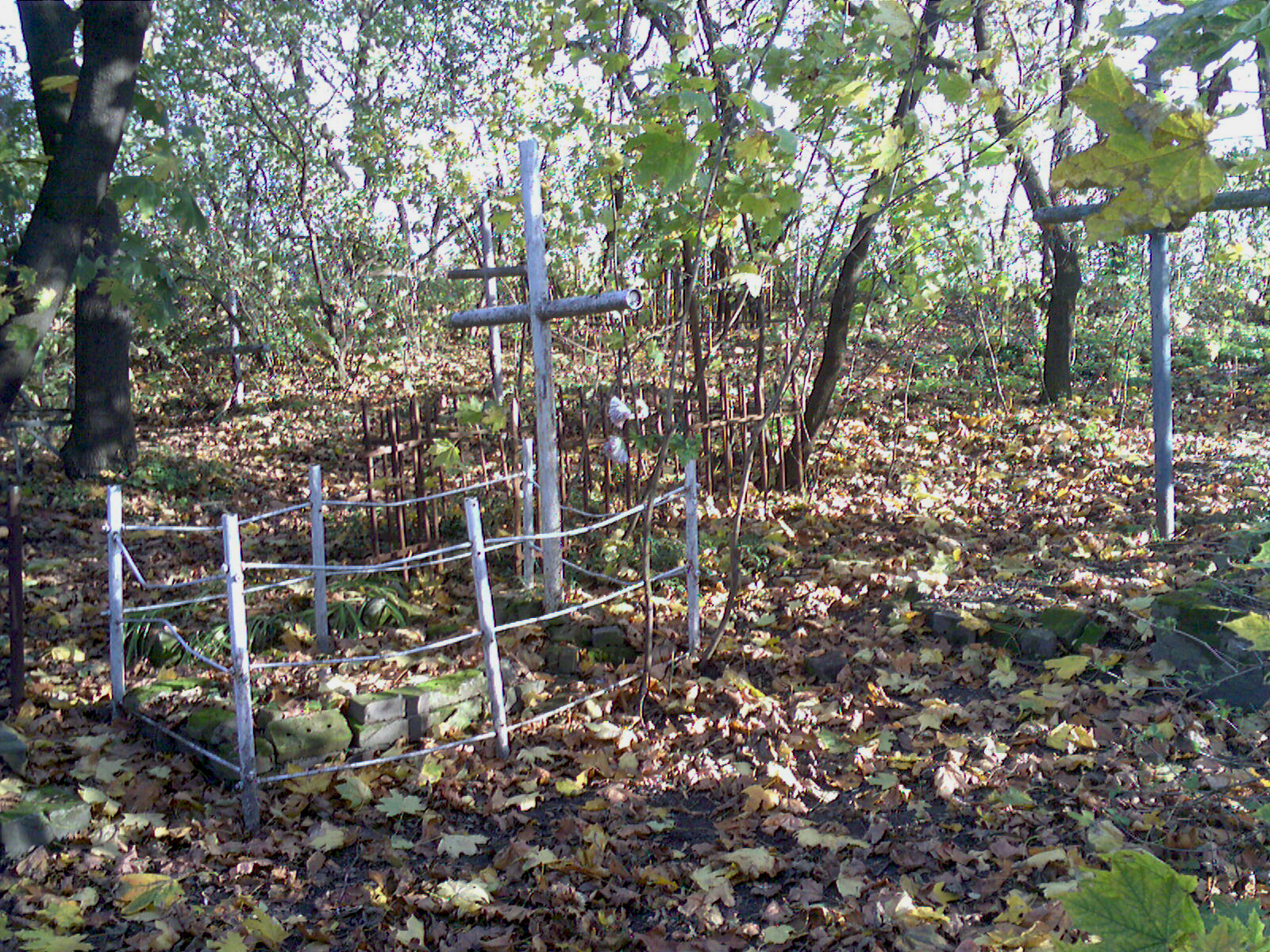
Залишки кладовища на Замковій горі
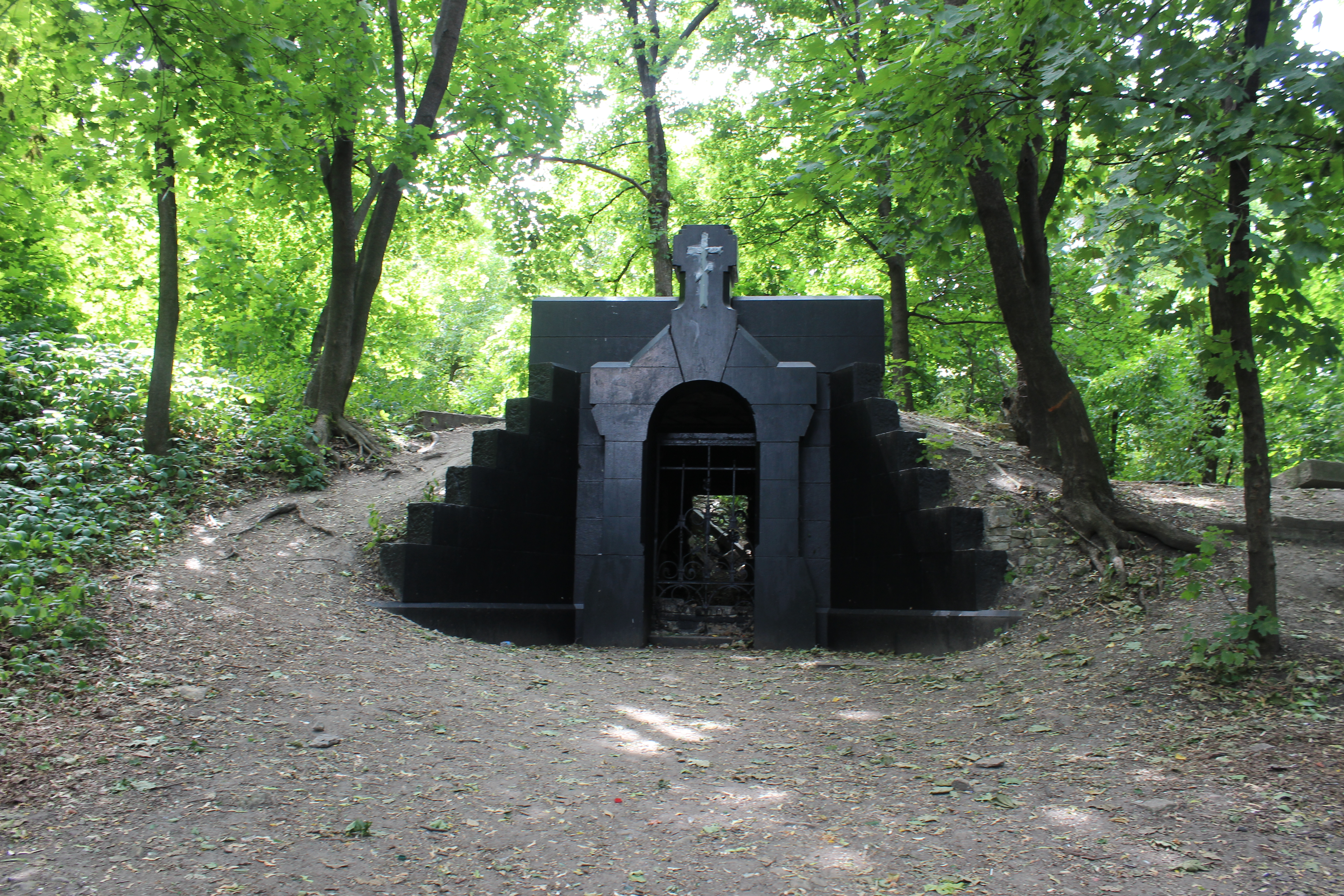
Склеп на Замковій горі